# Dennis Chambers
Dennis Chambers (n. 9 mai 1959) este un baterist american care a cântat și înregistrat cu John Scofield, George Duke, Brecker Brothers, Santana, Parliament/Funkadelic, John McLaughlin, Niacin, Mike Stern și mulți alții. În ciuda lipsei de pregătire profesională, Chambers a devenit cunoscut printre bateriști pentru tehnica și viteza sa. Poate cânta într-o varietate de genuri muzicale dar stilul său preferat este jazz fusion.